# Augusto Zweifel
Augusto Zweifel (Novara, 12 luglio 1921 – Novara, 25 novembre 2021) è stato un calciatore italiano, di ruolo centrocampista.

## Carriera
Figlio di un ingegnere, raggiunse un certo livello sia nel calcio che nel tennis. Militò in Serie A con la maglia del Novara nella stagione 1940-1941. Vestì anche le maglie di Sparta Novara, Abbiategrasso e Chiasso.